# زمان کیهانی

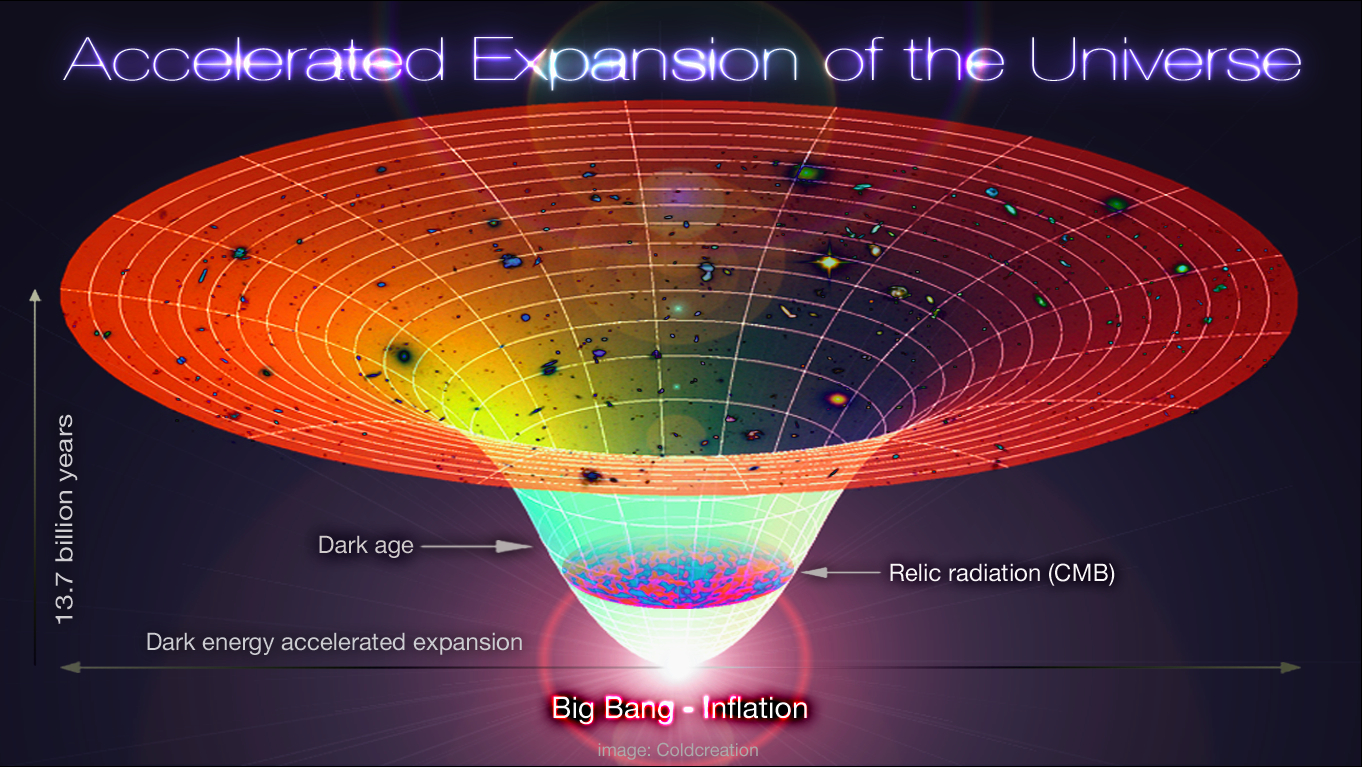
گسترش و تشکیل اجرام آسمانی و ماده تاریک و انرژی تاریک در طول زمان پس از مه بانگ

زمان کیهانی یا فاصلهٔ زمانی از مه‌بانگ یک دستگاه مختصات زمانی است که بیشتر در مدل‌های مه‌بانگ در کیهان‌شناسی فیزیکی کاربرد دارد. این مفهوم برای گیتی‌های دارای انبساط و همگن بدین شرح تعریف می‌شود: باید دستگاه مختصاتی تعریف کرد که در آن گیتی در هر لحظه در همه جا دارای چگالی یکسان است (این خود به معنی یکنواخت یا متجانس بودن گیتی است)؛ باید مسیری را برای گذر زمان انتخاب کرد که در آن ساعت‌ها طبق قانون هابل حرکت می‌کنند. مه‌بانگ را باید به عنوان مبدأ دستگاه مختصات زمانی برگزید.
گاهی زمان حال را به عنوان مبدأ مختصات زمانی برمی‌گزینند از این رو به زمان کیهانی، زمان بازگشت به عقب هم گفته می‌شود. زمان کیهانی در معادلات میدان اینشتین کاربرد دارد.